# Béganne
Béganne [beɡan] est une commune française située dans le département du Morbihan, en région Bretagne.
Ses habitants se nomment les Bégannais et Bégannaises.

## Toponymie
Béganne est noté « Bekamne » aux XIe et XIIe siècles, et sous la forme actuelle « Béganne » en 1387. Ce nom est formé du mot breton beg signifiant « extrémité » et d'un dérivé du latin amnis « fleuve », reflétant ainsi la situation du lieu.
Au XXe siècle, le nom de la commune est écrit Begaon en breton et Bégann en gallo.

## Géographie

### Situation
Béganne est située sur la rive droite de la Vilaine, à 13 km au sud-ouest de Redon.
Les communes limitrophes sont Saint-Gorgon, Allaire, Saint-Dolay, Nivillac, Péaule et Caden.
Selon le classement établi par l'Insee en 1999, Béganne est une commune rurale multipolarisée, notamment par l'aire urbaine de Redon, et qui fait partie de l'espace urbain de Nantes-Saint-Nazaire (cf. Communes de la Loire-Atlantique).
| Caden  | Saint-Gorgon | Allaire     |
|        | Béganne      |             |
| Péaule | Nivillac     | Saint-Dolay |

### Hydrographie
Pour un article plus général, voir Réseau hydrographique du Morbihan.
La commune est située dans le bassin Loire-Bretagne. Elle est drainée par la Vilaine, le Trévelo, la Boulogne,,.
La Vilaine, d'une longueur de 218 km, prend sa source dans la commune de Juvigné et se jette  dans l'Océan Atlantique à Camoël, après avoir traversé 56 communes. 
Le Trévelo, d'une longueur de 20 km km, prend sa source dans la commune de Questembert et se jette  dans la Vilaine à Nivillac, après avoir traversé six communes. 

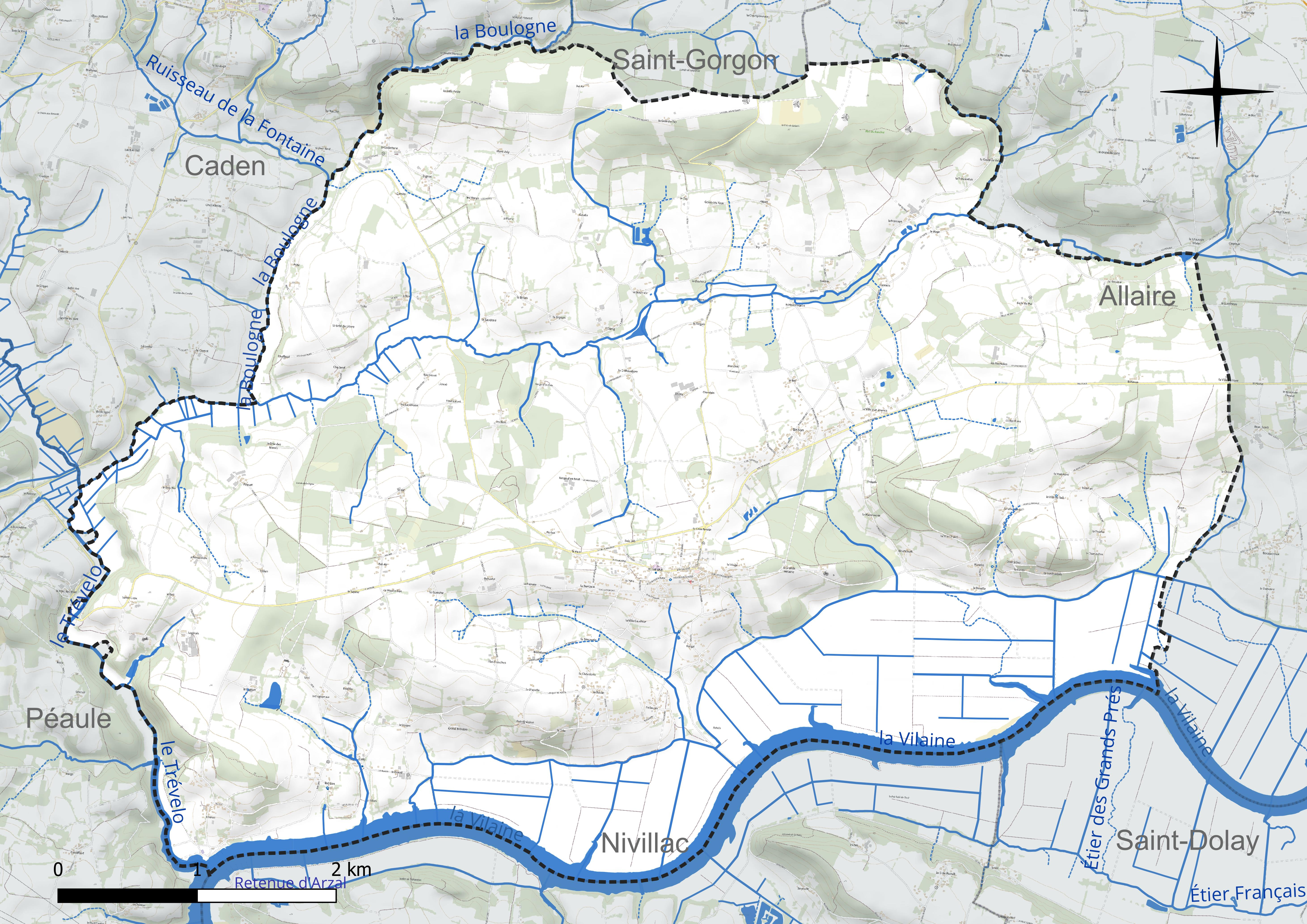
Réseau hydrographique de Béganne.

Un plan d'eau complète le réseau hydrographique : la retenue d'Arzal, d'une superficie totale de 383,2 ha (6,2 ha sur la commune),.

### Climat
Pour des articles plus généraux, voir Climat de la Bretagne et Climat du Morbihan.
En 2010, le climat de la commune est de type climat océanique franc, selon une étude du CNRS s'appuyant sur une série de données couvrant la période 1971-2000. En 2020, Météo-France publie une typologie des climats de la France métropolitaine dans laquelle la commune est exposée à un climat océanique et est dans la région climatique  Bretagne orientale et méridionale, Pays nantais, Vendée, caractérisée par une faible pluviométrie en été et une bonne insolation. Parallèlement l'observatoire de l'environnement en Bretagne publie en 2020 un zonage climatique de la région Bretagne, s'appuyant sur des données de Météo-France de 2009. La commune est, selon ce zonage, dans la zone « Intérieur Est  », avec des hivers frais, des étés chauds et des pluies modérées.  
Pour la période 1971-2000, la température annuelle moyenne est de 11,7 °C, avec une amplitude thermique annuelle de 12,6 °C. Le cumul annuel moyen de précipitations est de 836 mm, avec 12,7 jours de précipitations en janvier et 6,2 jours en juillet. Pour la période 1991-2020, la température moyenne annuelle observée sur la station météorologique la plus proche, située sur la commune de Saint-Jacut-les-Pins à 10 km à vol d'oiseau, est de 12,4 °C et le cumul annuel moyen de précipitations est de 947,8 mm,. Pour l'avenir, les paramètres climatiques de la commune estimés pour 2050 selon différents scénarios d’émission de gaz à effet de serre sont consultables sur un site dédié publié par Météo-France en novembre 2022.

## Urbanisme

### Typologie
Au 1er janvier 2024, Béganne est catégorisée commune rurale à habitat dispersé, selon la nouvelle grille communale de densité à sept niveaux définie par l'Insee en 2022.
Elle est située hors unité urbaine. Par ailleurs la commune fait partie de l'aire d'attraction de Redon, dont elle est une commune de la couronne,. Cette aire, qui regroupe 22 communes, est catégorisée dans les aires de moins de 50 000 habitants,.

### Occupation des sols
L'occupation des sols de la commune, telle qu'elle ressort de la base de données européenne d’occupation biophysique des sols Corine Land Cover (CLC), est marquée par l'importance des territoires agricoles (80,3 % en 2018), une proportion identique à celle de 1990 (80,3 %). La répartition détaillée en 2018 est la suivante : 
prairies (31,5 %), terres arables (29,6 %), zones agricoles hétérogènes (19,2 %), forêts (15,4 %), eaux continentales (2,2 %), zones urbanisées (2,1 %). L'évolution de l’occupation des sols de la commune et de ses infrastructures peut être observée sur les différentes représentations cartographiques du territoire : la carte de Cassini (XVIIIe siècle), la carte d'état-major (1820-1866) et les cartes ou photos aériennes de l'IGN pour la période actuelle (1950 à aujourd'hui).

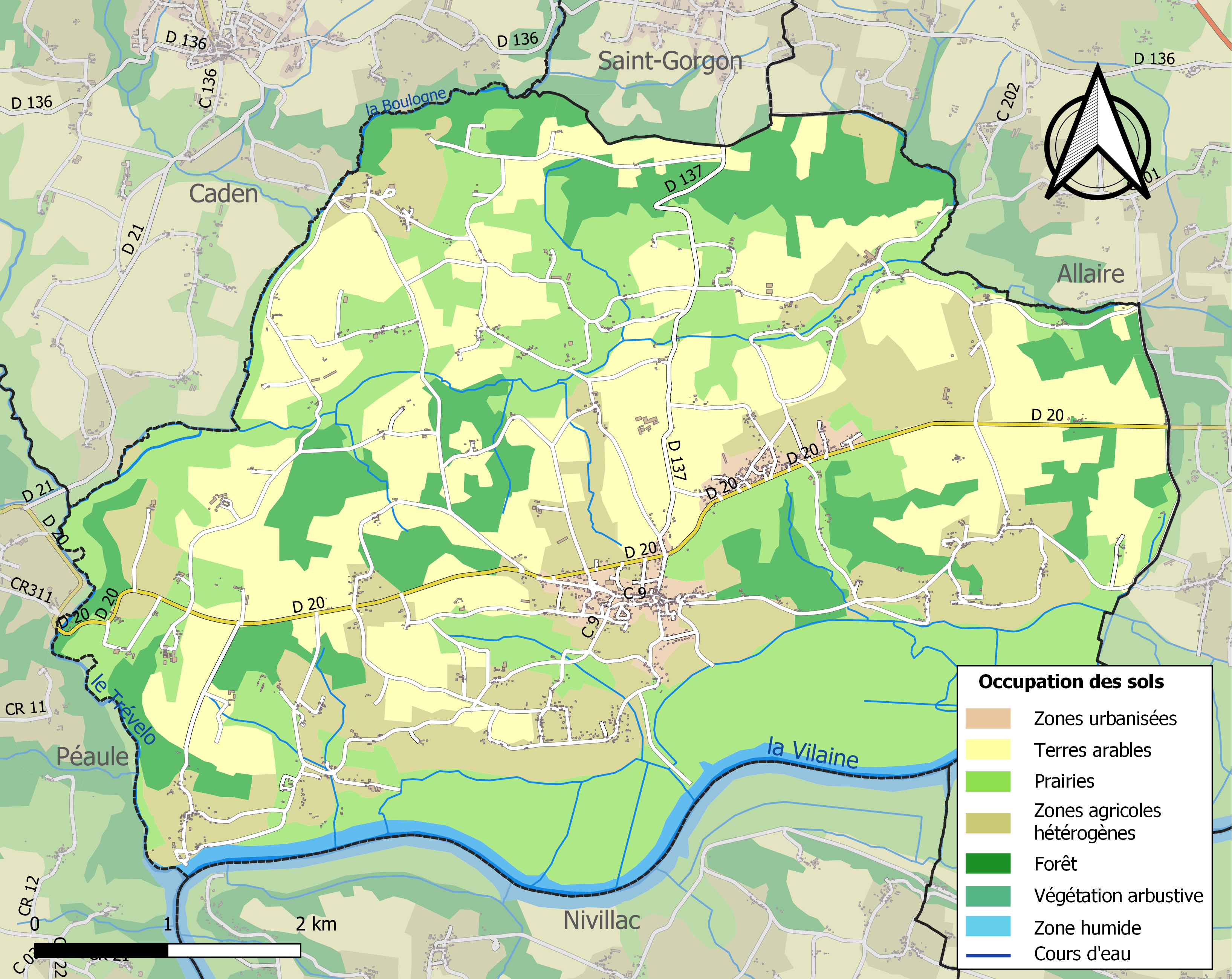
Carte des infrastructures et de l'occupation des sols de la commune en 2018 (CLC).

## Histoire

### LeXXesiècle

#### La Belle Époque
Un décret du Président de la République en date du 14 juin 1911 attribue, à défaut de bureau de bienfaisance, les biens ayant appartenu à la fabrique de Béganne et actuellement placés sous séquestre à la commune de Béganne.

## Politique et administration
| Période                                  | Période  | Identité             | Étiquette | Qualité                   |
| ---------------------------------------- | -------- | -------------------- | --------- | ------------------------- |
|                                          |          | Jacques Cheguillaume |           |                           |
| 1995                                     | 2008     | Gérard Rouxel        | SE        | Dessinateur/métreur       |
| 2008                                     | 2014     | Albert Laquittant    | DVG       | Retraité                  |
| 2014 Réélu en 2020                       | En cours | Bernard Ryo          | -         | Enseignant lycée agricole |
| Les données manquantes sont à compléter. |          |                      |           |                           |

## Démographie
L'évolution du nombre d'habitants est connue à travers les recensements de la population effectués dans la commune depuis 1793. Pour les communes de moins de 10 000 habitants, une enquête de recensement portant sur toute la population est réalisée tous les cinq ans, les populations de référence des années intermédiaires étant quant à elles estimées par interpolation ou extrapolation. Pour la commune, le premier recensement exhaustif entrant dans le cadre du nouveau dispositif a été réalisé en 2007.

En 2022, la commune comptait 1 458 habitants, en évolution de +4,22 % par rapport à 2016 (Morbihan : +3,82 %, France hors Mayotte : +2,11 %).
| 1793  | 1800  | 1806  | 1821  | 1831  | 1836  | 1841  | 1846  | 1851  |
| ----- | ----- | ----- | ----- | ----- | ----- | ----- | ----- | ----- |
| 1 481 | 1 239 | 1 368 | 1 437 | 1 399 | 1 558 | 1 517 | 1 493 | 1 602 |

| 1856  | 1861  | 1866  | 1872  | 1876  | 1881  | 1886  | 1891  | 1896  |
| ----- | ----- | ----- | ----- | ----- | ----- | ----- | ----- | ----- |
| 1 611 | 1 686 | 1 693 | 1 804 | 1 827 | 1 926 | 1 957 | 1 966 | 1 996 |

| 1901  | 1906  | 1911  | 1921  | 1926  | 1931  | 1936  | 1946  | 1954  |
| ----- | ----- | ----- | ----- | ----- | ----- | ----- | ----- | ----- |
| 1 939 | 1 981 | 2 048 | 1 873 | 1 848 | 1 816 | 1 796 | 1 771 | 1 673 |

| 1962  | 1968  | 1975  | 1982  | 1990  | 1999  | 2006  | 2007  | 2012  |
| ----- | ----- | ----- | ----- | ----- | ----- | ----- | ----- | ----- |
| 1 602 | 1 521 | 1 486 | 1 446 | 1 351 | 1 307 | 1 372 | 1 381 | 1 385 |

| 2017  | 2022  | - | - | - | - | - | - | - |
| ----- | ----- | - | - | - | - | - | - | - |
| 1 404 | 1 458 | - | - | - | - | - | - | - |

## Infrastructures

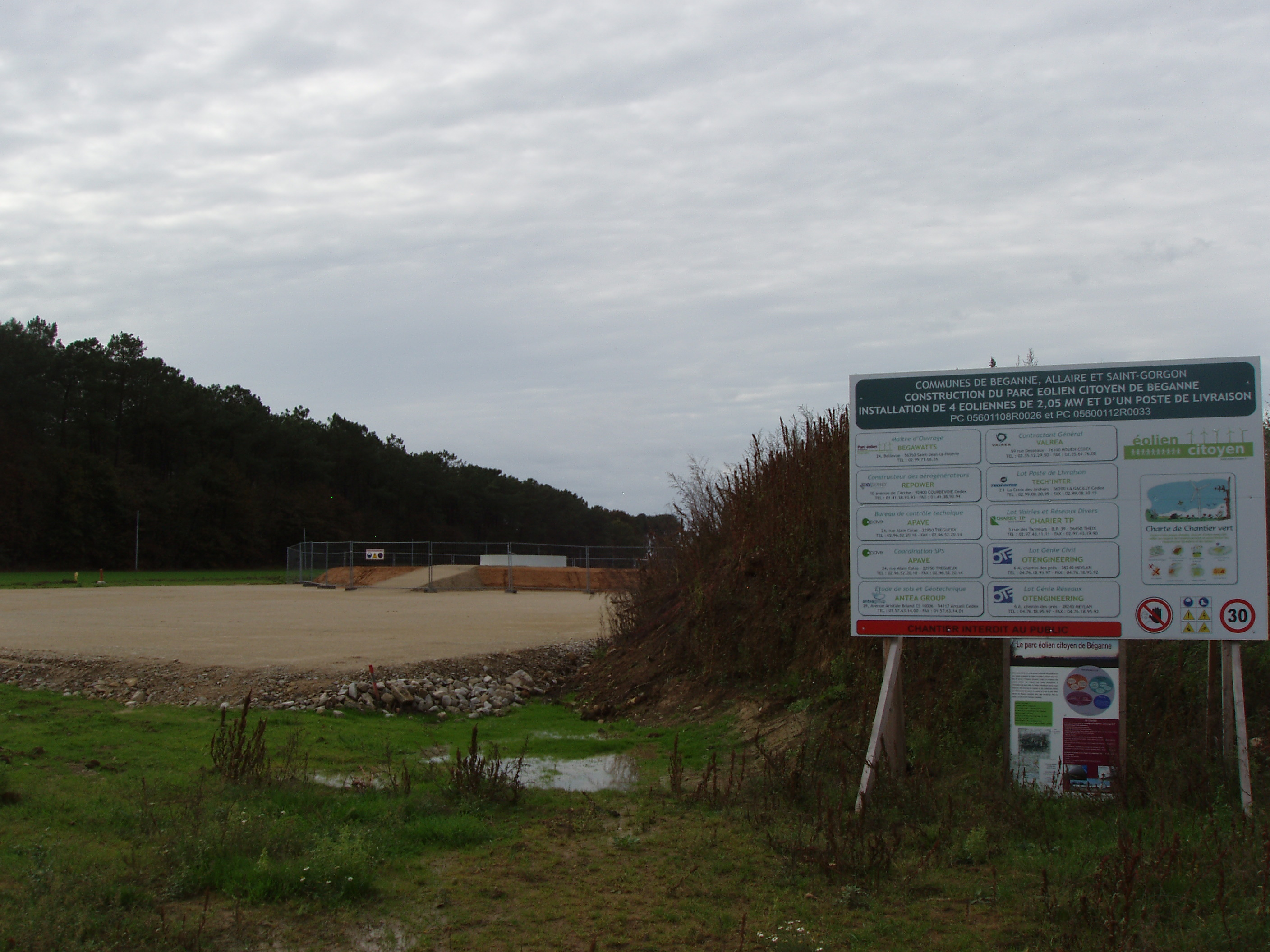
Parc éolien citoyen de Béganne.

Béganne accueille le premier parc éolien entièrement porté et financé par des citoyens, notamment à travers le mouvement Énergie Partagée et avec le soutien de la municipalité, convaincue par l'impact positif sur l'image du territoire. Le parc est composé de quatre éoliennes, qui fournissent la consommation électrique de 8 800 personnes.

## Cultes
La paroisse catholique de Béganne fait partie du doyenné d'Allaire.

## Culture et patrimoine

### Lieux et monuments

#### Monuments
La commune possède trois édifice religieux : une église l’Église paroissiale Saint Hermeland, XVe et deux chapelle : la Chapelle Saint-Cado, XVe et la Chapelle de Bignac. On dénombre aussi cinq châteaux don deux inscrit MH : le Château de Léhélec, XVIIe ( Inscrit MH (1966)) visitable l'été et possédant un petit musée et le Château de l'Estier, XIVe, ( Inscrit MH (1976)). Les trois autres châteaux sont : le Château de la Saulaye (ou Saulaie) du XVe et son ancienne mine de fer du XIXe, le Château de Trégouët reconstruit après la Seconde Guerre mondiale et le Château de la Noé du XVe.
Nombreux calvaires, puits et fours à pain sur tout le territoire de la commune.

#### Lieux remarquables
Les quelques lieux remarquables de la commune sont : le marais de la Vilaine, le site mégalithique du Rohello et le Port de Foleux.

### Blasonnement
|  | Les armoiries de Béganne se blasonnent ainsi : D’argent à la filière de gueules, au chef d’azur brochant, à la croix pattée de sable alésée et au pied fiché brochant sur le tout. Devise « Je garde ». |

## Personnalités liées à la commune
- Jean-Joseph Lucas de Bourgerel (1732-1806), né à Béganne, avocat, homme politique, député aux États généraux de 1789.